# Amerikaanse militairevoertuigproductie in 1939-45
Amerikaanse militairevoertuigproductie in 1939-45 geeft een overzicht van de voertuigproductie in de Verenigde Staten tijdens de Tweede Wereldoorlog. In de jaren 1939-45 produceerde het land meer dan drie miljoen voertuigen voor de strijdmacht alleen, dit is inclusief personenwagens en motorfietsen. De productie van civiele voertuigen werd gestaakt op 10 februari 1942 zodat alle capaciteit voor het leger ingezet kon worden. De autofabrikanten produceerden, naast de vrachtwagens, in grote hoeveelheiden vliegtuigmotoren, tanks, dieselmotoren en machinegeweren. In juni 1942 werd de piek van de productie bereikt; circa 62 000 voertuigen werden in die maand geproduceerd. Vrachtwagens maakten het grootste deel uit van de totale productie. Deze waren ingedeeld in vijf categorieën; het laadvermogen, van minder dan 0,5 ton naar meer dan 2,5 ton, was hierbij bepalend.
Meer dan 20 fabrikanten waren bij de productie van de voertuigen direct betrokken, dat is exclusief alle toeleveranciers. De grote autofabrikanten General Motors, Dodge, onderdeel van Chrysler, en Ford leverden de meeste voertuigen. De voertuigen waren niet alleen voor eigen gebruik in de Amerikaanse strijdmacht, maar werden ook in grote aantallen geleverd onder de Leen- en Pachtwet aan de geallieerde partners.
In totaal gaf de Amerikaanse overheid ruim 7 miljard dollar uit aan voertuigen en onderdelen in die jaren. De prijzen van de voertuigen varieerden van circa 1 000 dollar voor een jeep, 6 000 dollar voor een DUKW en 14 000 dollar voor een zwaar bergingsvoertuig.

## Ervaringen tijdens de Eerste Wereldoorlog
Het Amerikaanse leger had tijdens de Eerste Wereldoorlog goede ervaring opgedaan met vrachtwagens aan het front. Civiele voertuigen werden aangepast; met aandrijving op alle wielen, stevigere bumpers, hijsogen en sterkere radiatorgrillen hadden deze vrachtwagens hun waarde bewezen. Het gebrek aan standaardisatie hadden niet alleen tot grote problemen geleid bij de productie, maar ook bij de aanvoer van reserve onderdelen en reparaties in het veld. Desondanks was de ervaring goed en gemotoriseerd transport had een plaats in het militaire denken gekregen.

## Interbellum
Tussen beide wereldoorlogen in was het Amerikaanse leger niet toegestaan zelf vrachtwagens te ontwikkelen. Het mocht alleen beperkte aanpassingen aan civiele modellen wensen die voor strikt militair gebruik noodzakelijk waren. Verder werden orders voor nieuwe voertuigen aanbesteed en de producent die inschreef tegen de laagste kosten, kreeg de order. Beide regelingen waren bedoeld om de kosten van aanschaf zo laag mogelijk te houden en producenten te stimuleren technologische verbeteringen door te voeren. Het belangrijkste nadeel van dit inkoopsysteem was het gebrek aan standaardisatie. In 1936 had het leger 360 verschillende voertuigen in gebruik en werden 1 miljoen onderdelen in voorraad gehouden. Ondanks deze bezwaren werd in september 1939, vlak na de Duitse inval in Polen, het Amerikaanse inkoopsysteem nogmaals bevestigd. Alleen met betrekking tot het laadvermogen van de voertuigen was enige standaardisatie bereikt, deze was namelijk vastgesteld op: 0,5, 1,5, 2,5, 4 en 7,5 ton. Het aantal legervoertuigen dat jaarlijks werd besteld was minimaal, in 1935 beschikte het leger over slechts 11.000 voertuigen waarvan de meeste nog tijdens de Eerste Wereldoorlog waren gebouwd. De conclusie is gerechtvaardigd dat Amerika onvoldoende was voorbereid op de enorme behoefte aan legervoertuigen die in de komende wereldoorlog noodzakelijk zouden zijn.

## Tweede Wereldoorlog
In 1941 kon de inkoopafdeling van het leger een bescheiden succes boeken, er waren maar 16 verschillende voertuigen aangeschaft in de eerder genoemde vijf gewichtsklassen. Verder had het de vrachtwagenproducenten gestimuleerd zo veel mogelijk onderdelen te gebruiken die onderling uitwisselbaar waren, zoals accu’s, bougies en benzinetanks. De orders werden nog steeds verstrekt aan de producent die tegen de laagste prijs inschreef, en niet via contracten op basis van onderhandeling.
Medio 1940 had het leger drie aangepaste commerciële vrachtwagens getest en goedgekeurd; een Dodge 4x4 met 1,5 ton laadvermogen, de GMC 6x6 met 2,5 ton en de Mack 6x6 6 ton. Het verzoek om met deze producenten te onderhandelen over de prijs werd afgewezen. Het belangrijkste argument om dit niet te doen was te voorkomen dat de producent een monopolist zou worden in de productie van een bepaald type vrachtwagen.
In juli 1940 passeerde het Amerikaans Congres Public Law 703 die voor het leger dit soort contracten wel mogelijk maakte. In de praktijk bestond echter nog veel weerstand en pas een jaar later werden de eerste contracten op basis van onderhandelingen afgesloten. Het leger had wel een duidelijk idee wat voor soort vrachtwagens besteld moesten worden.
De behoefte aan vrachtwagens was door de sterke uitbreiding van het leger groter geworden. In juli 1940 had het leger 30.000 voertuigen in gebruik, begin 1941 was dit al gestegen naar 70.000 en aan het einde van dat jaar tot 250.000. Producenten konden niet voldoende aantallen vrachtwagens leveren en in augustus 1941 kondigde de inkooporganisatie van de Amerikaanse overheid, de Office of Production Management, een halvering van de productie van civiele personen- en vrachtwagens aan om in de behoefte van het leger te voorzien.
De productie werd nog gehinderd door een gebrek aan specifieke voertuigonderdelen voor militaire toepassingen. In tegenstelling tot de civiele markt had het leger behoefte aan voertuigen waarvan alle wielen werden aangedreven en niet alleen de achterwielen. Dit vereiste aangedreven en meesturende voorassen, een speciale versnellingsbak waarmee de aandrijving ook op de voorwielen aangezet kon worden, hulpversnellingsbakken en ten slotte tandem achterassen. Het aantal producenten van deze specifieke onderdelen was beperkt; pas toen productie onder licentie mogelijk werd gemaakt, namen de geproduceerde aantallen sterk toe.
Hieronder een figuur met een overzicht van de productieaantallen per categorie en jaar.

| Omschrijving            | 1939-40 | 1941    | 1942    | 1943    | 1944    | 1945    | Totaal    |
| ----------------------- | ------- | ------- | ------- | ------- | ------- | ------- | --------- |
| Licht (< 1 ton)         | 8.085   | 74.514  | 273.997 | 256.488 | 245.201 | 129.909 | 988.167   |
| Medium (1,5 ton)        | 14.153  | 37.139  | 140.375 | 133.523 | 80.888  | 22.118  | 428.196   |
| Licht-zwaar (2,5 ton)   | 9.589   | 62.123  | 182.049 | 193.177 | 220.012 | 145.312 | 812.262   |
| Zwaar-zwaar (> 2,5 ton) | 804     | 9.838   | 23.314  | 38.314  | 50.862  | 30.554  | 153.686   |
| Opleggers               | 236     | 1.603   | 8.661   | 9.436   | 26.765  | 13.070  | 59.731    |
| Aanhangwagens           | 6.494   | 33.311  | 81.881  | 241.450 | 79.188  | 57.503  | 499.287   |
| Trekkers                | 993     | 1.675   | 7.443   | 12.674  | 8.106   | 3.414   | 35.295    |
| Overig                  | 6.057   | 12.342  | 73.722  | 98.297  | 27.621  | 6.233   | 224.272   |
| Totaal                  | 46.384  | 232.545 | 791.432 | 983.359 | 738.643 | 408.073 | 3.200.436 |

## Naslagwerk
- (en)  United States Army in World War II; The Ordnance Department, Procurement and Supply, Auteurs: Harry C Thomson en Lida Mayo, Uitgeverij: Office of the Chief of Military History, Washington DC, 1960.